# Lema de Fodor
Em matemática, especialmente na teoria dos conjuntos, o lema de Fodor afirma o seguinte:
Se {\displaystyle \kappa } é um regular cardinal enumerável, {\displaystyle S} é um sub-conjunto  estacionário de {\displaystyle \kappa } , e {\displaystyle f:S\rightarrow \kappa }  é regressivo (isto é, {\displaystyle f(\alpha )<\alpha } para qualquer {\displaystyle \alpha \in S}, {\displaystyle \alpha \neq 0}) então há alguma {\displaystyle \gamma }  e algum estacionário {\displaystyle S_{0}\subseteq S} de forma que {\displaystyle f(\alpha )=\gamma } para qualquer {\displaystyle \alpha \in S_{0}}.  Em linguagem moderna, o não-estacionário ideal é  "normal".

## Prova
O lema foi provado pelo teórico de conjunto  húngaro, Géza Fodor em 1956. 
Nós podemos supor que {\displaystyle 0\notin S} (através da remoção de 0, se necessário). Se o lema de Fodor é falso, para cada {\displaystyle \alpha <\kappa } há algum conjunto clube {\displaystyle C_{\alpha }} de forma que {\displaystyle C_{\alpha }\cap f^{-1}(\alpha )=\emptyset } permita {\displaystyle C=\Delta _{\alpha <\kappa }C_{\alpha }}. 
Os conjuntos clube são fechados sob a intersecção diagonal, assim {\displaystyle C} também é clube e, portanto, há algum {\displaystyle \alpha \in S\cap C}.  Assim {\displaystyle \alpha \in C_{\beta }} para cada {\displaystyle \beta <\alpha }, e assim não pode existir  {\displaystyle \beta <\alpha } such that {\displaystyle \alpha \in f^{-1}(\beta )}, então {\displaystyle f(\alpha )\geq \alpha }, uma contradição.
O Lema de Fodor também se aplica na noção de Thomas Jech de conjuntos estacionários, bem como para a noção geral de conjunto estacionário.